# Joseph Justus Scaliger
Joseph Justus Scaliger (4. srpna 1540 Agen – 21. ledna 1609 Leiden) byl francouzský humanista, klasický filolog, příležitostný básník a matematik; syn italského lékaře a humanisty Julia Caesara Scaligera. Proslul zejména na poli chronologie, kdy v 80. letech 16. století navrhl používání juliánského data (juliánských dnů), podle jím nově vypočteného astronomického cyklu, tzv. Scaligerovy juliánské periody, jež dodnes slouží ke zjednodušení astronomických výpočtů. Spolu s návrhy chronologických úprav přišel i s tehdy revoluční myšlenkou zahrnout do starověkých světových dějin kromě klasické antiky, tj. řecko-římských dějin a dat, také historie a datační systémy jiných civilizačních okruhů (Egypt, Babylon, Persie, Židé) a jejich vzájemným srovnáváním dospět k plnějšímu pochopení minulosti. Současníky ovšem nebyla tato jeho myšlenka obecně přijata.

## Život

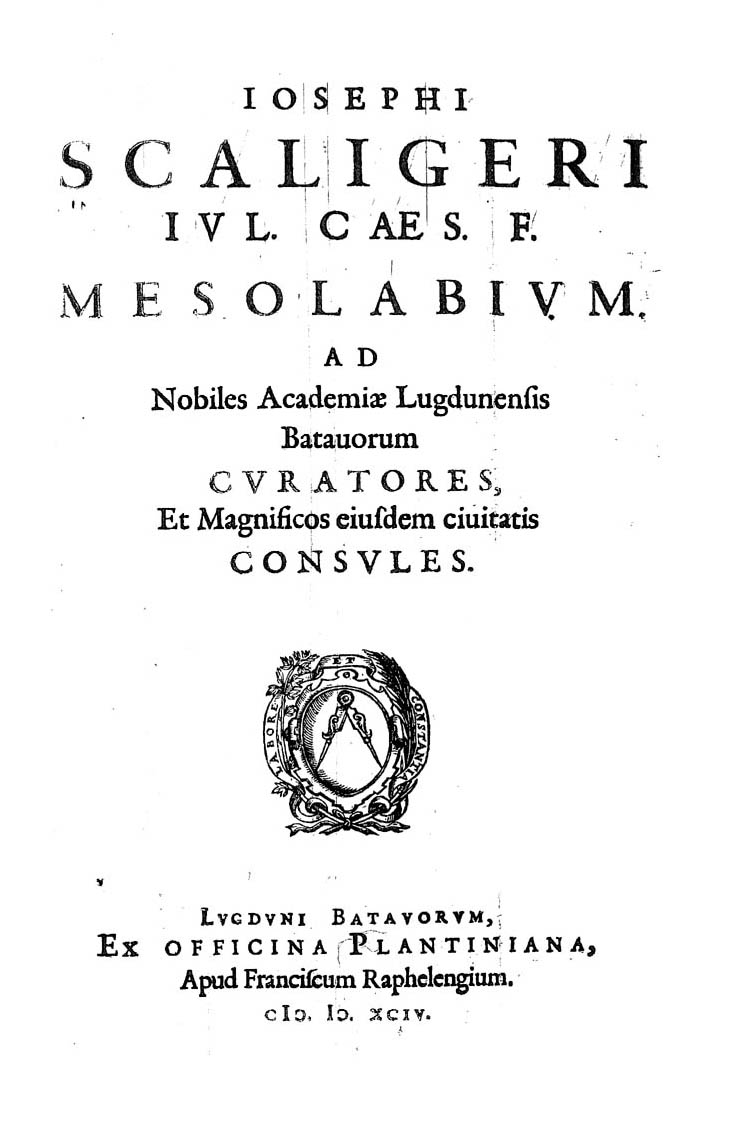
Mesolabium (1594), řecko-latinské pojednání o geometrii

Studoval v Bordeaux a v Paříži řečtinu a orientální jazyky. Působil jako vychovatel a následně učil na univerzitách v Ženevě (kam jakožto kalvinista utekl roku 1572 po masakru protestantů o Bartolomějské noci) a Leidenu. 
Vydával klasiky, napsal latinskou sbírku básní Poemata (1615), významně přispěl k zkoumání chronologie ve svém díle De emendatione temporum (1583) a dodatcích Thesaurus temporum (1606).